# Erika de la Rosa
Erika de la Rosa (Ciudad Juárez, 25 de setembro de 1981) é uma atriz mexicana.

## Biografia
Estreou  na televisão em 2003 na telenovela La hija del jardinero, na TV Azteca. Em seguida, participou das novelas Montecristo e Se busca un hombre.
Em 2008, veio a oportunidade para estrelar a telenovela Deseo prohibido como a antagonista da história Mayté. 
Em 2011 ganhou notoridade em uma novela na telenovela Emperatriz, sendo essa a última produção dela pela TV Azteca. 
Em 2013 assinou contrato com a rede Telemundo e interpretou uma das antagonista da novela La patrona.
Em 2014 interpretou uma das antagonistas da segunda temporada de El señor de los cielos.
Interpretou outras vilãs nas novelas Bajo el mismo cielo e Eva la trailera.
Em maio de 2017 assinou contrato com a Televisa e interpreta uma das vilãs da novela Caer en tentación.
Em 2019 foi confirmada com o papel da antagonista principal Mireya Navarro, na telenovela Médicos.

## Carreira

### Televisão
- El Conde: Amor y honor (2024) - Paulina de Zambrano
- Amores que engañan (2022) - Laura
- Médicos, línea de vida (2019-2020) - Mireya Navarro
- Cuna de lobos (2019) - Falsificadora de passaportes
- Caer en tentación (2017-2018) - Alina del Villar
- Guerra de ídolos (2017) - Selva Treviño
- Eva la trailera (2016) - Marlene Palacios
- Bajo el mismo cielo (2015-2016) - Felicia Méndez Riobueno
- El señor de los cielos (2014) - Fiscal Elsa Marin
- La patrona (2013) - Irene Montemar Godínez
- Emperatriz (2011) - Dra. Ximena Castellanos
- Pasión morena (2009-10) - Isela Terán
- Deseo prohibido (2008) - Mayté Wilson
- Se busca un hombre (2007-08) - Tannia Wilkins
- Montecristo (2006-2007) - Valentina Lombardo
- La hija del jardinero (2003-2004) - Clara "Clarita"

### Programas
- Entre correr y vivir (2016) - Angelina Dammy
- Cada quién su santo (2009)
- Cambio de vida (2008) - Christina
- Lo que callamos las mujeres (2007)
- La vida es una canción (2004) - Angélica

### Cinema
- ¿Qué le dijiste a Dios? (2013) - Marcela

### Teatro
- Cinco mujeres usando el mismo vestido (2010)
- El beso del jabalí de Eduardo H. Román (2016)